# Sparmós
Sparmós är en ort i Grekland.   Den ligger i prefekturen Nomós Larísis och regionen Thessalien, i den centrala delen av landet, 250 km nordväst om huvudstaden Aten. Sparmós ligger 572 meter över havet och antalet invånare är 166.
Terrängen runt Sparmós är varierad.Runt Sparmós är det mycket glesbefolkat, med 7 invånare per kvadratkilometer. Närmaste större samhälle är Elassóna, 12,0 km sydväst om Sparmós. I omgivningarna runt Sparmós växer i huvudsak blandskog.